# Al-Fuhajhil
Al-Fuhajhil (arab. الفحيحيل) – miasto w Kuwejcie, w obwodzie Al-Ahmadi, liczy 51 210 mieszkańców (2005).